# Wasserfall
El Wasserfall (catarata en alemán) fue un misil antiaéreo (SAM) desarrollado durante la Segunda Guerra Mundial por el Tercer Reich. No llegó a estar operativo y su proyecto fue cancelado en febrero de 1945. Luego de la guerra, el Wasserfall sirvió de base para desarrollar el misil estadounidense Hermes y para el programa de investigación soviético denominado R-101.

## Historia
El Wasserfall era esencialmente un desarrollo antiaéreo del V2, por lo que compartía con este una configuración y un aspecto muy similar. Debido a que el misil sólo debía alcanzar la altura de vuelo de los bombarderos enemigos, podía ser más pequeño, siendo aproximadamente ¼ del V2. El Wasserfall incluía un juego más de aletas estabilizadoras colocadas a la mitad del fuselaje para proveer mayor capacidad de maniobra.
A diferencia del V2, el Wasserfall fue diseñado para permanecer preparado para ser disparado por un mes, por lo que el volátil oxígeno líquido utilizado en el V2 era inapropiado para este misil. Por ello el Wasserfall utilizaba un novedoso motor cohete desarrollado por el Dr. Walter Thiel.
El sistema de guiado era por radio-control, mediante MCLOS. Durante el día, este sistema no tenía mayores problemas, pero su uso en operaciones nocturnas era mucho más complejo, debido a que ni el blanco ni el misil eran fácilmente identificables. Es por esto que se comenzó el desarrollo de un sistema de guiado por radar denominado Rheinland (en alemán Renania).
El diseño original poseía una cabeza de combate de 100 kg, pero la poca precisión del misil inclinó a los diseñadores a desarrollar una de 306 kg de explosivos. Para operaciones diurnas, el operador del MCLOS debía hacer detonar la cabeza de guerra mediante un control remoto, mientras que en operaciones nocturnas el misil debía utilizar una espoleta de proximidad. 
Los primeros modelos empezaron a ser probados en marzo, pero en agosto de 1943, el Dr. Walter Thiel resultó muerto a causa de un bombardeo masivo efectuado por la RAF (Royal Air Force, Real Fuerza Aérea Británica) sobre Peenemünde, por lo que el programa sufrió un severo retraso. El primer lanzamiento tuvo lugar el 8 de enero de 1944 y fue un completo fracaso a causa de un fallo en el motor, que sólo permitió al misil alcanzar una altitud de 7 km a velocidad subsónica. Al momento de la cancelación del programa el 6 de febrero de 1945, se habían realizado casi 40 disparos de prueba. 